# Trbušac
Trbušac (Servisch: Трбушац) is een plaats in de Servische gemeente Vladimirci. De plaats telt 396 inwoners (2002).